# Выныривание китообразных

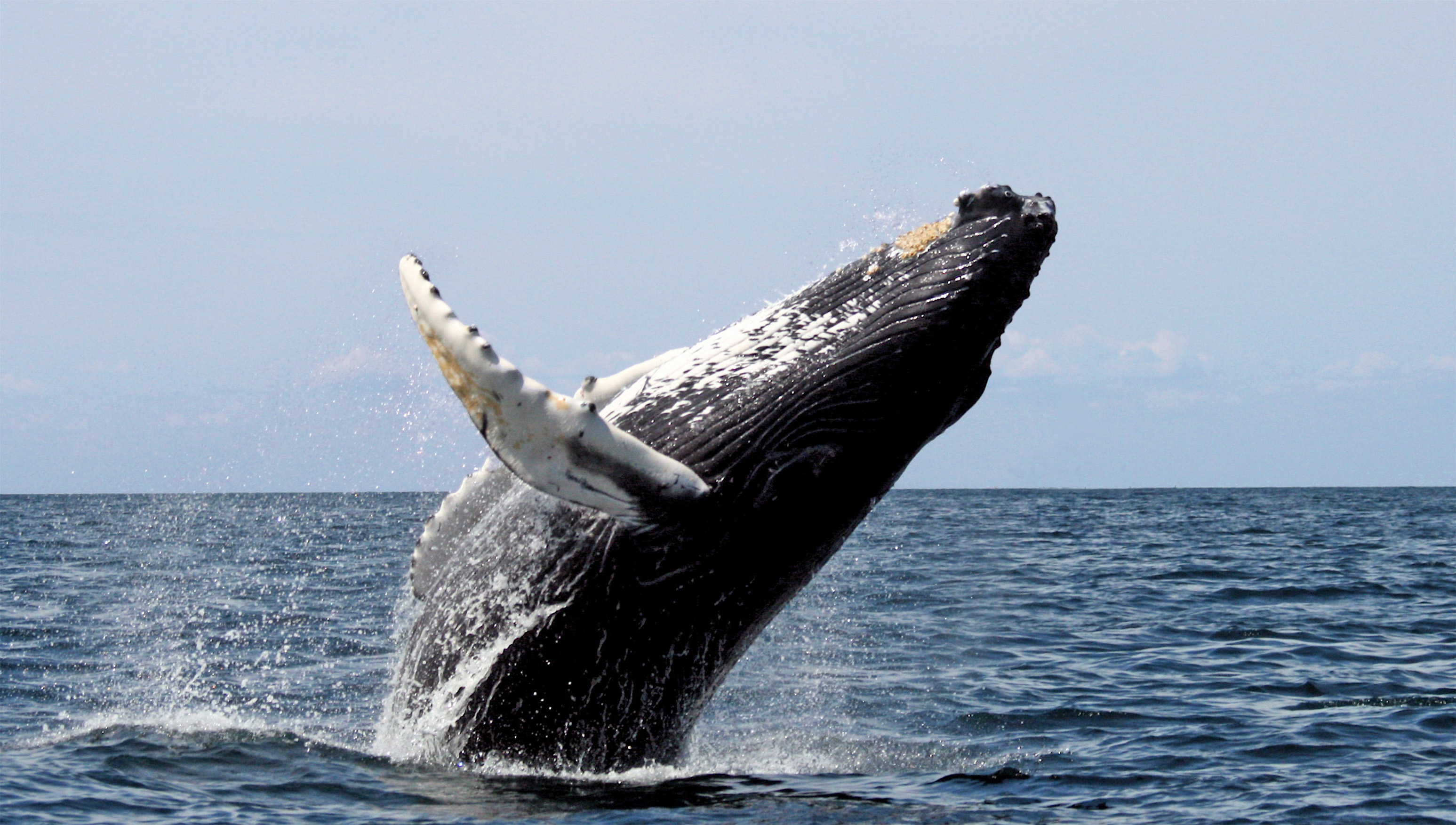
Выныривание горбатого кита в Национальном морском заповеднике Stellwagen Bank в Массачусетском заливе

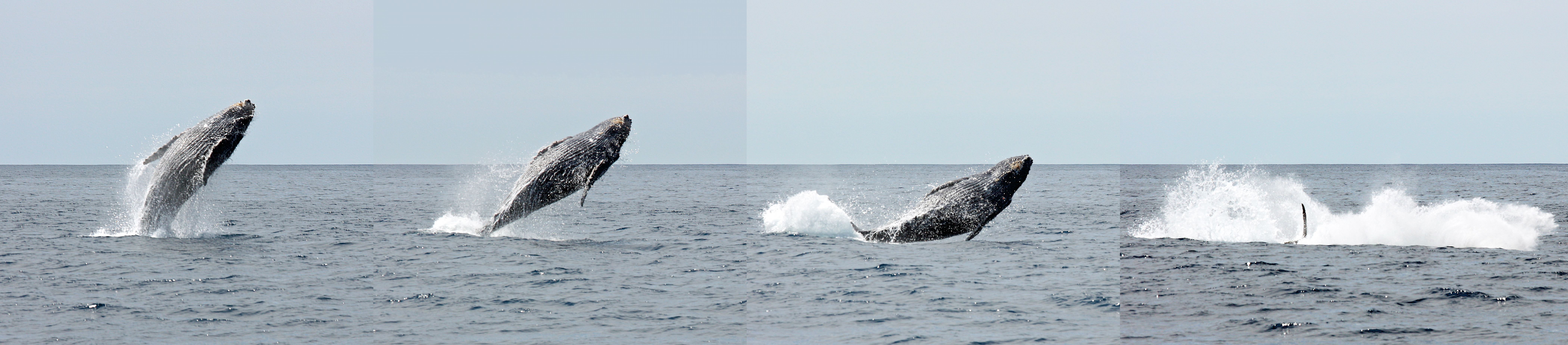
Выныривание молодых горбатых китов

Выныривание китообразных — поведение, демонстрируемое китообразными при выходе на поверхность для дыхания. Временные интервалы между всплытиями могут варьировать в зависимости от вида, стиля всплытия или цели погружения; некоторые виды во время охоты погружаются на время до 85 минут. В дополнение к дыханию китообразные используют поверхностное поведение для многих других функций, таких как самодемонстрация, питание и общение. Все регулярно наблюдаемые представители инфраотряда китообразных, в том числе киты, дельфины и морские свиньи, демонстрируют различные виды всплытия. По типу поведения при всплытии китообразных можно разделить на китов (китообразные длиной более 10 м, такие как серые киты и большинство усатых китов), а также дельфинов и морских свиней (все зубатые киты длиной менее 10 м, включая косаток), поскольку тип поведения коррелируют с размером животных. Поведение при всплытии отражено в большом количестве научной литературы, а также привело к появлению популярной индустрии туризма.